# Johan Ripperda tot Weldam

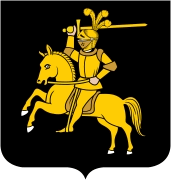
Stamwapen Ripperda

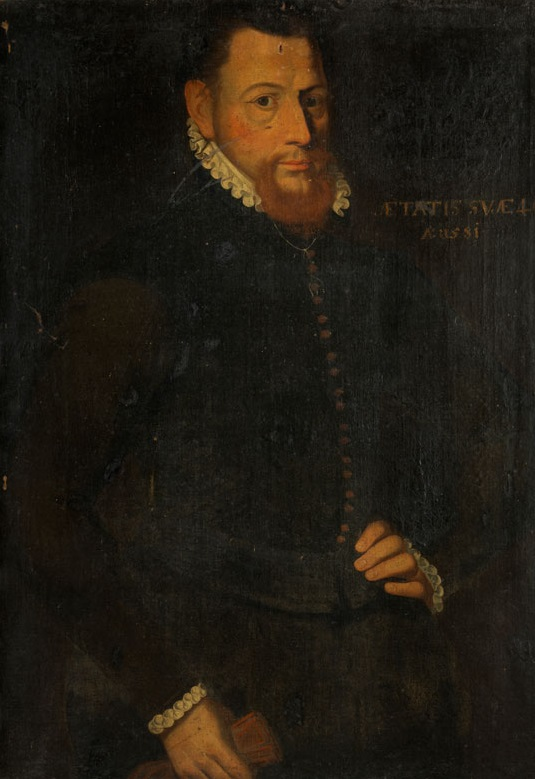
Johan Ripperda van Weldam

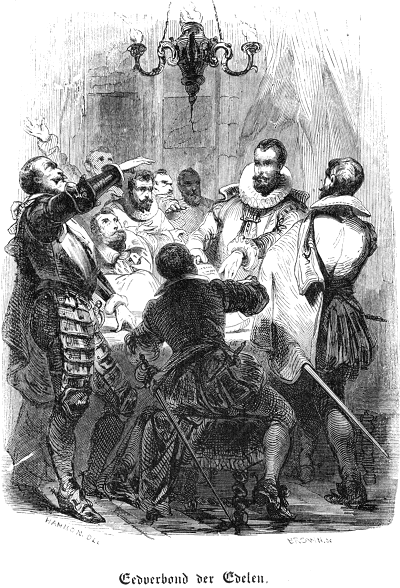
19-eeuwse illustratie van het Eedverbond der Edelen (Hendrik Conscience, Geschiedenis van België, 1859)

Johan Ripperda (na 1536 - 15 april 1591), heer van Weldam, was een Overijsselse edelman en bestuurder. Hij was een telg uit het oud-adellijke geslacht Ripperda.
Johan was de zoon van Unico Ripperda, heer van Weldam, Boxbergen, Oosterwijtwerd en Dijkhuizen, en Jutte van Twickelo, erfvrouwe van Weldam. Zijn vader was drost van Salland en hij trad zelf in 1569 toe tot de ridderschap van Overijssel.
In 1559 werd hij samen met zijn standsgenoot Hendrik Bentinck, drost van Culemborg en Woudrichem, naar Brussel gezonden ter ondertekening van het Eedverbond der Edelen. Later werd hij tevens lid van de Raad van State te Brussel.
Op 20 januari 1568 trouwde Johan met de Westfaalse  Anna von Viermundt, erfvrouwe van Odinck en Grasdorf, dochter van Ambrosius von Viermundt, drost van Steinfurt, en Friederun von Morrien zu Ottenstein. Zij hadden samen 11 kinderen.